# كارا توينتون
كارا توينتون (بالإنجليزية: Kara Tointon)‏ هي ممثلة بريطانية، ولدت في 5 أغسطس 1983 بإسكس في المملكة المتحدة.

## أعمال

### أفلام
- (2006) مجرد حظي[4]

## وصلات خارجية
- كارا توينتون على موقع IMDb (الإنجليزية)
- كارا توينتون على موقع ألو سيني (الفرنسية)
- كارا توينتون على موقع أول موفي (الإنجليزية)
- كارا توينتون على موقع قاعدة بيانات الأفلام السويدية (السويدية)
- كارا توينتون على موقع قاعدة بيانات الفيلم (الإنجليزية)
- كارا توينتون على موقع كينوبويسك (الروسية)